# Дорожный центр восстановительной медицины и реабилитации «Карповка»
 Дорожный центр восстановительной медицины и реабилитации «Карповка»  — учреждение здравоохранения открытого акционерного общества «Российские железные дороги». Полное наименование — Негосударственное учреждение здравоохранения "Дорожный центр восстановительной медицины и реабилитации «Карповка».

## История
Физиотерапевтическая больница в селе Карповка была открыта 16 июня 1978 года. Инициатором создания больницы выступил начальник Забайкальской железной дороги Калиничев Василий Петрович.
В 2006 году «Карповка» получила диплом лауреате конкурса «100 лучших товаров России» в номинации «медицинские услуги».

## Расположение
Дорожный центр восстановительной медицины и реабилитации «Карповка» расположен в селе Карповка Читинского района Забайкальского края в 28 км от Читы в сосновом лесу на высокой левобережной террасе реки Чита.
От Читы до больницы курсирует автобус № 120.

## Профиль
- Болезни костно-мышечной системы и соединительной ткани
- Болезни нервной системы
- Болезни органов дыхания
- Болезни органов пищеварения
- Болезни системы кровообращения[4]